# Ctenitis pauciflora
Ctenitis pauciflora là một loài dương xỉ trong họ Dryopteridaceae. Loài này được Kaulf. Holttum mô tả khoa học đầu tiên năm 1983.